# 天顺风能
天顺风能（英語：Titan Wind Energy, 深交所：002531）全称是天顺风能（苏州）股份有限公司，是一家中国风力发电设备制造商。

## 历史
2005年成立于江苏太仓，主要生产新能源设备，提供新能源开发服务。2010年12月31日在深圳证券交易所挂牌上市。现任董事长是严俊旭。